# NGC 3699
NGC 3699 је планетарна маглина у сазвежђу Кентаур која се налази на NGC листи објеката дубоког неба.
Деклинација објекта је - 59° 57' 27" а ректасцензија 11h 27m 57,2s. Привидна величина (магнитуда) објекта NGC 3699 износи 11,3 а фотографска магнитуда 11,0. NGC 3699 је још познат и под ознакама PK 292+1.1, ESO 129-PN21, AM 1125-594.